# Boroșneu Mare
Boroșneu Mare (in ungherese Nagyborosnyó, in tedesco Gross-Weindorf) è un comune della Romania di 3274 abitanti, ubicata nel distretto di Covasna, nella regione storica della Transilvania.
Il comune è formato dall'unione di 6 villaggi: Boroșneu Mare, Boroșneu Mic, Dobolii de Sus, Leț, Țufalău, Valea Mică.